# ايرتان سابان
ايرتان سابان ertan saban ممثل تركي معروف ولد 4 ديسمبر1977 شارك في العديد من الأعمال التلفزيونية والسينمائية منها وادي الذئاب 10 

## اعمالة التلفزيونية
- Sultan Makamı (2003)
- Savcının Karısı (2005)
- Azize (2004)
- Sağır Oda (2006-2007)
- Elveda Rumeli (2007-2008)
- Kılıç Günü (2010)
- Karakol (2011)
- Bir Kadın Tanıdım (2011)
- Sakarya-Fırat (2012-2013)
- Görüş Günü Kadınları (2013)
- Hatasız Kul Olmaz (2014-2015)
- Mutlu Ol Yeter (2015)
- وادي الذئاب 10 2015 [1] بدور الظل فريديناند
- (2022) الغواصة ياكاموز S-245
- لتأتي الحياة كما تشاء (2022)
- الدم الفاسد (2024)
- محمد: سلطان الفتوحات (2025-)

## السينما
- Kako los son (2003)
- Kako ubiv svetec (2004)
- Kontakt (2005)
- The Net (2006)
- Gölgesizler (2008)
- Başka Semtin Çocukları (2008)
- Hayde Bre (2010)
- Balkan Is Not Dead (2012)
- Benimle Oynar mısın? (2013)
- Limonata (2015)

## روابط خارجية
- ايرتان سابان على موقع IMDb (الإنجليزية)
- ايرتان سابان على موقع ألو سيني (الفرنسية)
- ايرتان سابان على موقع قاعدة بيانات الفيلم (الإنجليزية)
- ايرتان سابان على موقع كينوبويسك (الروسية)